# Ram Records
Ram Records ist ein Londoner Drum-and-Bass-Label.

## Geschichte
Das Label wurde 1992 von DJ Andy C und dem Produzenten Ant Miles in London-Hornchurch, Bezirk Havering, gegründet. Im Club The End fand bis zu dessen Schließung die regelmäßige Labelnacht statt, diese wurde in der Fabric weitergeführt.

## Künstler (Auswahl)
- Andy C
- Audio
- Bad Company UK
- Calyx & TeeBee
- Chase & Status
- Culture Shock
- Delta Heavy
- Hamilton
- Loadstar
- Shimon
- Sub Focus
- René LaVice
- Wilkinson